# Hyalinaspis rubra
Hyalinaspis rubra är en insektsart som först beskrevs av Walter Wilson Froggatt 1903.  Hyalinaspis rubra ingår i släktet Hyalinaspis och familjen rundbladloppor. Inga underarter finns listade i Catalogue of Life.